# 보신각 앞 지하철 수준점
보신각 앞 지하철 수준점은 서울특별시 종로구 관철동, 보신각 앞에 있는 화강암 표지석이다. 2020년 9월 10일 서울특별시의 시도등록문화재 제2호로 지정되었다.

## 지정 사유
보신각 앞 지하철 수준점은 수도권 전철의 높이 및 깊이의 척도가 되는 원점이다. 종로의 이 수준점을 기준으로 지하철 선로의 깊이와 터널의 높이, 역사(驛舍)의 상하축 높이가 가늠되었다. 1960년대 인구 과밀화와 차량 증가로 교통체증 문제를 겪던 서울특별시는 1970년 3월 17일 서울특별시 조례 제609호 『서울특별시지하철건설본부설치조례』가 국무총리의 승인을 얻어 공포된 후 6월 9일에 서울지하철 건설본부를 신설했다. 이후 7월 제4차 한일각료회담을 거쳐 9월에 일본 지하철건설 기술용역단이 서울을 방문하였다. 이를 통해 지하철 건설은 기존의 철도망을 전철화하는 한편 서울역-청량리역 구간을 지하로 연결하는 수도권 고속전철사업으로 추진되었다.
서울지하철 계획의 첫 작업은 수도권 전철 1호선의 기준이 될 수준점을 설정하는 데서 시작되었다. 이 수준점을 기준으로 서울시내 지하철 공사를 위한 모든 측량작업이 이루어졌다. 보신각 울타리 안에 설치된 직경 7cm, 길이 12cm의 놋쇠 못이 한가운데에 박힌 사방 25cm의 화강암 수준점은 지상 20cm 높이로 묻혀 있으며, ‘수도권 고속전철 수준점. 1970.10.30.’이라는 글씨가 음각으로 새겨져 있다. 이날 양택식 시장이 수준점을 설치한 후 첫 측량에 나섰고, 측량작업은 그해 11월 30일까지 진행되었다
도로확장에 따라 보신각이 현 위치로 이전되면서 수준점도 이전되어 수준기점의 역할은 상실했으나, 여전히 보신각 구역 내에 위치하고, 당시의 모습을 잘 간직하고 있으며 지하철 1호선 사업의 시발점이었다는 상징적인 의미를 가지고 있다.

## 갤러리

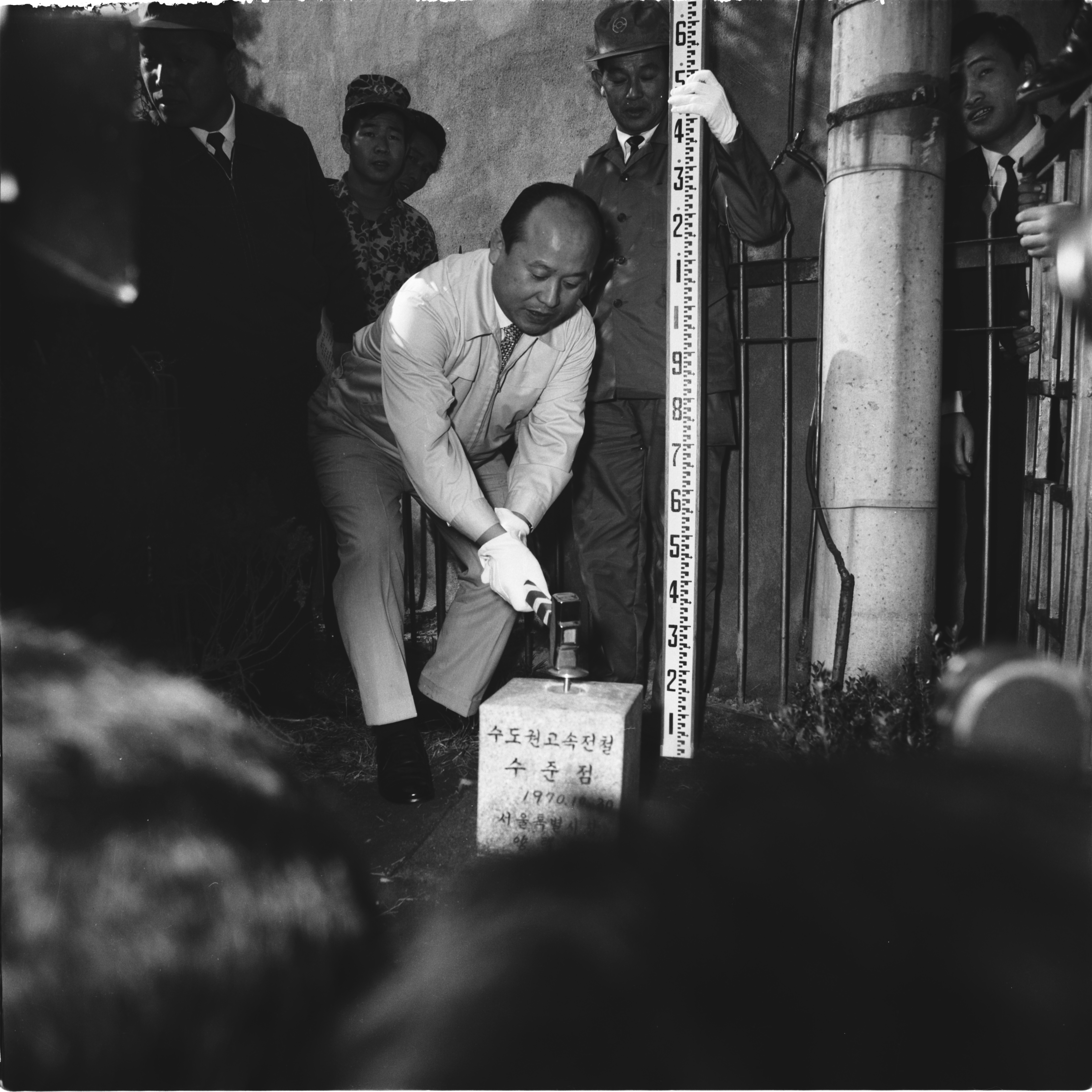
1970년 10월 설정 당시 양택식 서울시장의 모습

## 참고 문헌
- 보신각 앞 지하철 수준점 보관됨 2022-01-24 - 웨이백 머신 - 서울미래유산

## 같이 보기
- 보신각 - 서울특별시 기념물 제10호

## 참고 자료
- 보신각 앞 지하철 수준점 - 국가유산청 국가유산포털